# Strada statale 7 racc Via Appia
La  strada statale 7 racc Via Appia (SS 7 racc) è una strada statale italiana che collega la strada statale 7 Via Appia nei pressi di Miglionico con la strada statale 407 Basentana.

## Percorso
La strada è parte dell'asse di accesso a Matera dalla strada statale 407 Basentana.

### Tabella percorso
| Via Appia |                  |      |           |
| Tipo      | Indicazione      | ↓km↓ | Provincia |
|           | Basentana        | 0,0  | MT        |
|           | Zona industriale | 0,5  | MT        |
|           | Fiume Basento    | 0,8  | MT        |
|           | per Pomarico     | 4,4  | MT        |
|           | per Pomarico     | 5,6  | MT        |
|           | Via Appia        | 8,1  | MT        |